# Unió Foral del País Basc
Unió Foral del País Basc (en castellà Unión Foral del País Vasco, UFPV) fou una coalició formada al País Basc de cara a les eleccions generals espanyoles de 1979, integrada pels partits que conformen la Federació Democrática Espanyola (de Manuel Fraga, José María de Areilza i Alfonso Osorio), Demócratas Independientes Vascos (demócratacristians), independents bascos (Luis Olarra i Pedro Morales Moya, ex diputat d'UCD per Àlaba) i alguns sectors del tradicionalisme basc no ultradretà, equivalent a la Coalició Democràtica.
Va obtenir 34.108 vots (el 3,42%), d'ells 7.205 (6,28%) a Àlaba (on fou la cinquena força), 23.484 (4,24%) a Biscaia i 3.419 (1,04%) a Guipúscoa. Tot i no aconseguir representació, va aplegar les forces de dreta espanyolista al País Basc i els seus membres s'integraren en la Coalició Popular, i posteriorment, en el Partit Popular.